# Esmolet

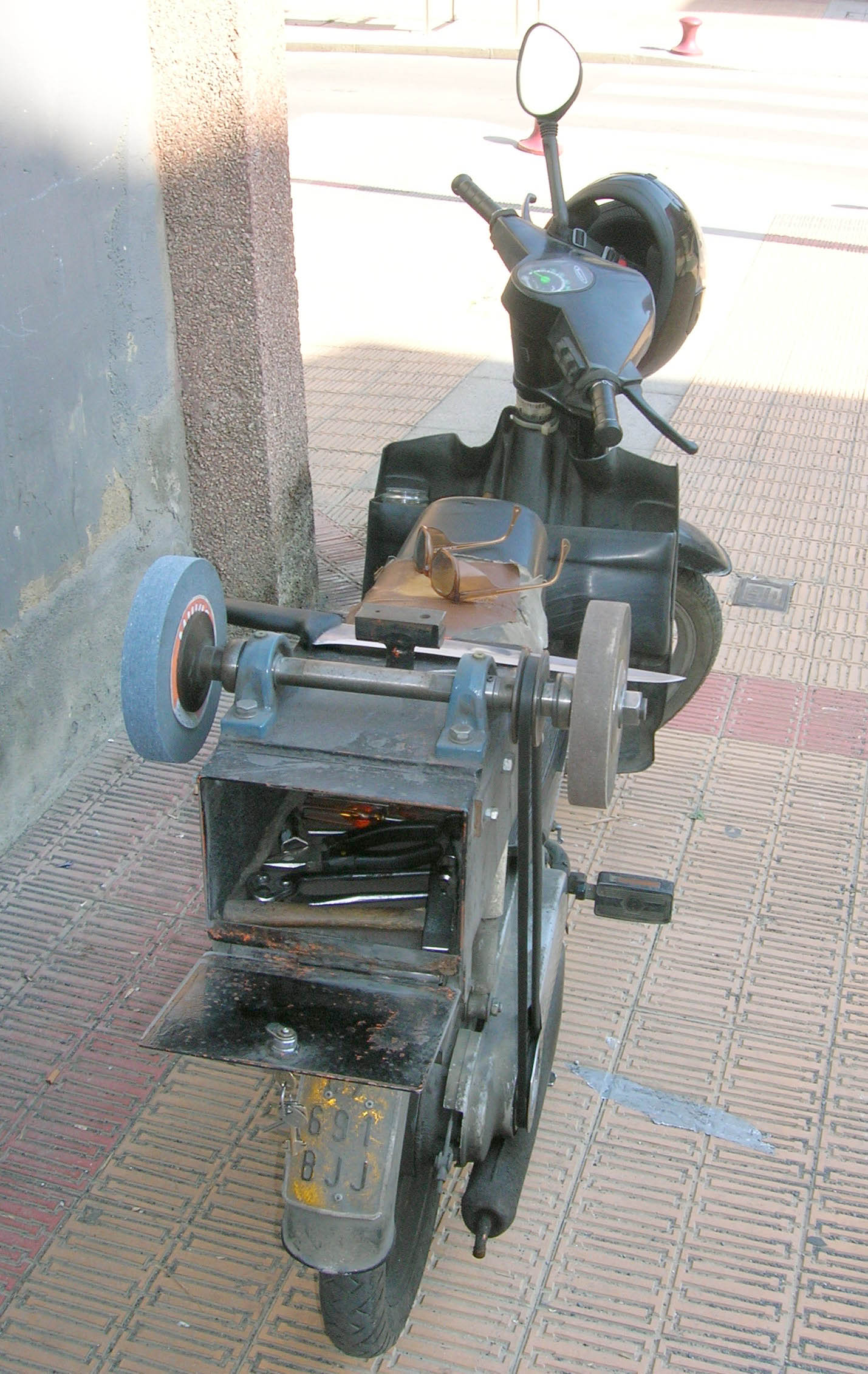
Mola d'un esmolet incorporada a una motocicleta

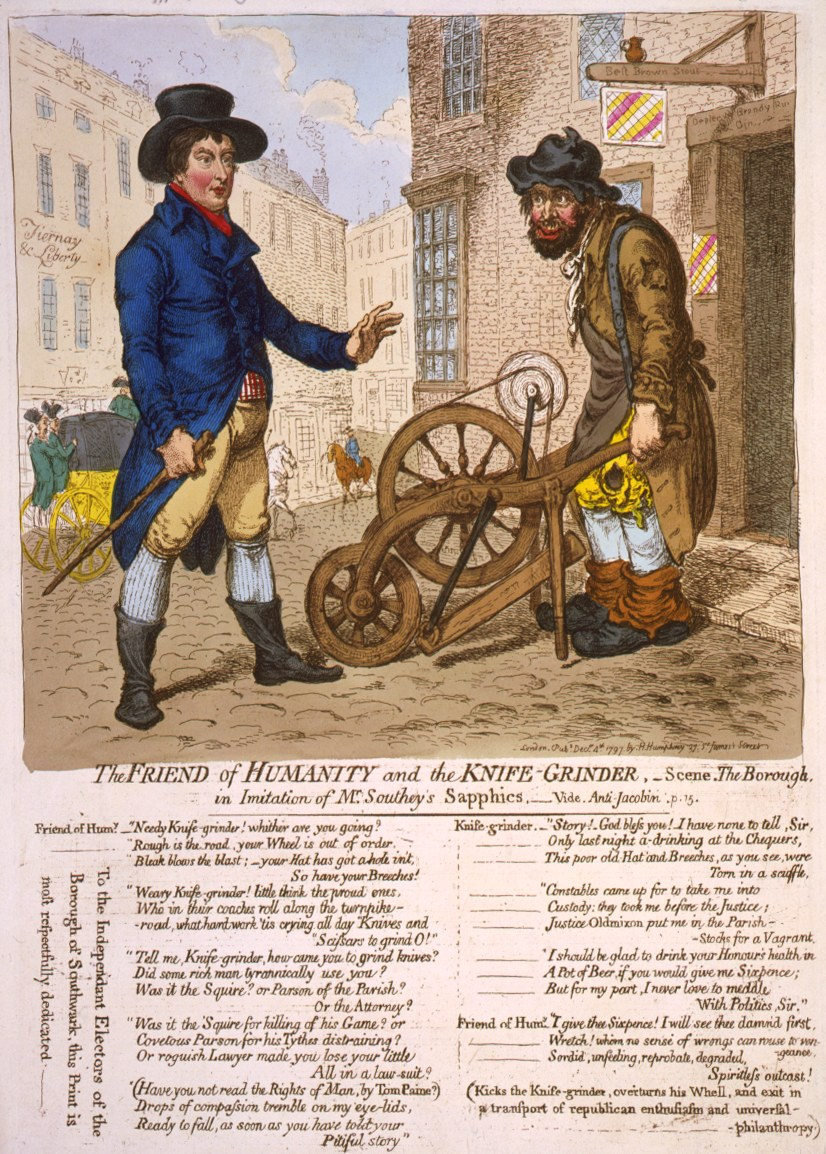
Un esmolet a l'Anglaterra del.

Un esmolet, conegut també com a esmolaire o esmolador, és una persona que esmola o repassa ganivets i tisores domèstiques, eines del camp i eines de fusters amb una petita mola giratòria.

## Història
L'ofici d'esmolador era un ofici ambulant i molt antic. La patrona dels esmolets era Santa Caterina d'Alexandria. Els esmolets portaven una pedra d'esmolar en forma de roda que originalment anava acoblada a un cavallet de fusta i que feien girar amb els peus. També portaven un sac amb eines. Originalment el cavallet era part d'un carretó o s'ho carregaven a l'esquena i anaven a peu. Si l'esmolet s'ho podia permetre portava les eines damunt d'un ruc.
L'esmolet anava de poble en poble, se situava a la plaça o a les cantonades dels carrers més importants i feia un soroll musical fort amb el bufacanyes que duia. De vegades també anava cridant. Tots els habitants de la població reconeixien el soroll singular i sortien a portar-li els ganivets, les navalles o altres estris tallants per fer-los esmolar, o sigui, per a fer-los el tall o la punta més agut. La musiqueta de l'esmolet i el soroll de les eines quan eren esmolades formaven part de l'atmosfera del món rural i dels pobles i petites ciutats d'abans.
A partir del segle XX portaven la mola al portapaquets d'una bicicleta, que passades unes dècades va ser substituïda per una motocicleta.
A finals del segle XX aquesta professió va desaparèixer quasi totalment d'Europa occidental. Als ganivets actuals d'inox no cal esmolar-los tan sovint i llur preu relativament baix no justifica ja el preu pagat a l'esmolador per repassar-los. Encara romanen, però, alguns esmolets en d'altres països com a l'Índia.
Cal remarcar que al barri del Guinardó segueix viva i, com que mai es veu ningú esmolant ganivets, es pot dir que la música del bufacanyes ha quedat instaurada com a despertador del veïnat.

## Esmoladors a l'art i literatura
La figura de l'esmolet va inspirar alguns artistes, filmògrafs i escriptors. Cal mencionar, entre altres:
- Le rémouleur d'amour del 1722. Obra de teatre de l'autor dramàtic francés Jacques-Philippe d'Orneval.
- Le rémouleur: peça musical barroca del compositor Michel Pignolet de Montéclair (1667-1737).
- El afilador, pintura del 1790 de Francisco de Goya y Lucientes.
- L'afilador, pintura del 1840 d'Alexandre-Gabriel Decamps.
- Regain (film): film de Marcel Pagnol segons un llibre de Jean Giono. Un dels personatges principals del film és "Gedemus" l'esmolador itinerant, molt ben representat pel genial Fernandel.
- Angèle (film, 1934): film de Marcel Pagnol segons un llibre de Jean Giono; el paper de "Tonin" l'esmolet està representat per Charles Blavette.
- Liliom: film francés del 1934 de Fritz Lang. L'escriptor i poeta Antonin Artaud fa el paper d'àngel custodi.
- Adieu Léonard: film francés del 1943 de Pierre Prévert. El paper de l'esmolador està representat per Guy Decomble
- Sous le ciel de Paris (film): del 1951 de Julien Duvivier amb Albert Malbert en el paper de l'esmolet.
- Poly et le diamant noir: sèrie de televisió francesa del 1967, creada per Cécile Aubry. L'avi és un esmolador itinerant.
- L'Arrotino (L'esmolador): curt-metratge de 35 mm del 2001 dels cineastes Straub et Huillet.